# Departamento Santa María (Catamarca)
Santa María es uno de los 16 departamentos en los que se divide la provincia de Catamarca en Argentina.
Catastralmente se divide en 8 distritos: Santa María, San José, Chañarpunco, Fuerte Quemado, Loro Huasi, El Recreo, El Cajón, La Quebrada.

## Superficie y límites
El departamento posee una superficie de 5740 km² y limita al norte con la provincia de Salta, al este con la provincia de Tucumán, al oeste con el departamento Belén y al sur con el departamento Andalgalá.

## Demografía
Contó con 26 929 habitantes (Indec, 2022), lo que representó un incremento del 19.4% frente a los 22 548 habitantes (Indec, 2010) del censo anterior.
| Gráfica de evolución demográfica de Departamento Santa María entre 1991 y 2022 |
|                                                                                |
| Fuente: censos nacionales del INDEC                                            |

## Localidades y parajes
Aproximadamente el 50% de la población vive en Santa María, la ciudad cabecera del departamento y en la localidad de San José. El resto de la población se distribuye en pequeñas localidades de carácter rural.
| Localidades (Población al 2010) | Parajes |
| - Andalhualá (241 hab.) - Casa de Piedra - Caspichango (39 hab.) - Chañar Punco (1736 hab.) - El Cajón (141 hab.) - El Cerrito - El Desmonte (144 hab.) - El Puesto (200 hab.) - Famatanca (589 hab.) - Fuerte Quemado (459 hab.) - La Hoyada (120 hab.) - La Loma (388 hab.) - La Puntilla - Lampacito - Las Mojarras (959 hab.) - Loro Huasi (1547 hab.) - Medanitos - Ovejería - Palo Seco - Punta de Balasto (177 hab.) - San José (2901 hab.) - San José Banda - San José Norte - San José Villa - Santa María (11648 hab.) - Yapes (129 hab.) | - Agua Amarilla - Alto Verde - Ampajango - Ampajango Banda - Casa de Abajo - Casa El Medio - Cerro Colorado - Chinocan - El Bajo - El Mishito - El Peñón - El Ricón - El Sunchal - El Tesoro de Abajo - Encrucijada - Entre Ríos - Guay Cóndor - Hurito Huasi - La Ciénaga - La Maravilla - La Patilla - La Quebrada - Lagunita - Las Juntas - Pajanguillo - Paloma Yaco - Pecanitas - Pichanal - Piedra Pintada - Puesto Grande - Quebrada de Juy juyl - Talcutan - Toro Yaco - Totorilla |

## Festival Santa María la Reina del Yokavil
Este festival se realiza en la localidad de Santa María todos los años en los últimos días del mes de enero. El primer festival se realizó en 1968. Generalmente se extiende durante tres jornadas, y es considerado uno de los festivales populares más importantes de la región de los Valles Calchaquíes.

## Terremoto de Catamarca 1898
Ocurrió el 4 de febrero de 1898, a las 12.57 de 6,4 en la escala de Richter; a 28°26′ de Latitud Sur y 66°9′ de Longitud Oeste (28°26′59″S 66°9′0″O / -28.44972, -66.15000)
Destruyó la localidad de Saujil, y afectó severamente los pueblos de Pomán, Mutquín, y entorno. Hubo heridos y contusos. Ante la desesperación, los habitantes del Departamento acudieron a la misericordia del Señor del Milagro, patrono de esa localidad, que aligeró los corazones y desde entonces en agradecimiento, la gente del departamento se reúne en Saujil cada 4 de febrero para conmemorar el milagro.

### Sismicidad
La sismicidad de la región de Catamarca es frecuente y de intensidad baja, y un silencio sísmico de terremotos medios a graves cada 30 años en áreas aleatorias. Sus últimas expresiones se produjeron:
- 21 de marzo de 1892 (133 años), a las 1.45 UTC-3 con 6,0 Richter; como en toda localidad sísmica, aún con un silencio sísmico corto, se olvida la historia de otros movimientos sísmicos regionales (terremoto de Recreo de 1892)
- 21 de octubre de 1966 (58 años), a las 12.39 UTC-3 con 5,0 Richter
- 3 de noviembre de 1973 (51 años), a las 14.17 UTC-3 con 5,8 Richter: además de la gravedad física del fenómeno se unió el olvido de la población a estos eventos recurrentes
- 7 de septiembre de 2004 (20 años), a las 8.53 UTC-3, con una magnitud aproximadamente de 6,5 en la escala de Richter (terremoto de Catamarca de 2004)[13]